# La sperduta di Allah
La sperduta di Allah è un film muto italiano del 1929 diretto da Enrico Guazzoni.

## Trama
La giovane libica Neschma è stata costretta dal padre a sposare un uomo dal quale, subito dopo le nozze, fugge. Riesce ad ottenere l'annullamento del matrimonio, ma diventa così una "sperduta di Allah", emarginata e disprezzata dalla comunità. Quando incontra l'italiano Ugo tra i due nasce l'amore. La giovane dà alla luce una bimba, ma suo padre, che non ha perdonato la ribellione, uccide la piccola. Questo dramma allontana Ugo e Neschma: lui sposerà una donna italiana, lei continuerà ad essere reietta.

## Produzione
La sperduta di Allah fu uno dei due film (l'altro è Miryam anch'esso diretto da Guazzoni) , entrambi di ambiente africano, realizzati quasi contemporaneamente dalla "Suprema Film" azienda veneziana che era succeduta alla "I.C.S.A.", già produttrice di Frate Francesco negli studi di Rifredi e che inizialmente figurava come realizzatrice dei due film. Per realizzare le due produzioni si misero parzialmente in comune le squadre tecniche, mentre gli interpreti furono diversi. Per il suo dittico africano l'azienda richiamò alla regia Guazzoni, che dal 1923, e per tutta la seconda metà degli anni venti, aveva abbandonato il cinema italiano in crisi.
Il film fu girato in Libia nell'inverno del 1928 (mancano fonti che indichino i precisi luoghi del "set"), e fa parte di una serie di significato "coloniale", che aveva visto l'anno precedente l'uscita di Kif Tebbi di Camerini. In una stagione di crisi profonda della cinematografia italiana (nel quinquennio 1925 - 1929 erano stati prodotti meno di 100 titoli, ma pochi di questi avevano fruito di una distribuzione nazionale) il film "libico" di Camerini era stato uno dei pochi ad avere successo anche all'estero e questo aveva comportato una corsa a riproporre la stessa tematica, che poi avrà un'altra impennata negli anni della guerra etiopica e della proclamazione dell'Impero (da Lo squadrone bianco a Il grande appello).
Mentre era impegnata in queste produzioni, la "Suprema Film" venne chiamata a far parte di un Consorzio, promosso da Blasetti, che voleva affiancare alla sua "Augustus", che aveva realizzato Sole, la A.D.I.A., produttrice del citato Kif Tebbi e la milanese S.A.C.I.A. che aveva realizzato Rotaie. L'obiettivo era quello di unire gli sforzi per una ripresa (in quel tempo definita come "rinascita") della cinematografia italiana. Anche questa iniziativa, come altre precedenti, naufragò, poiché negli stessi mesi Pittaluga aveva già avviato i lavori per trasformare la "Cines" di via Vejo, a Roma, nella prima azienda italiana di produzione sonora e tutte le aziende ancora legate al muto dovettero cessare l'attività.
La sperduta di Allah avrebbe dovuto avere quale protagonista l'attrice Rina De Liguoro, in quegli anni all'apice del successo, che a tal fine si recò in Libia, accolta da festeggiamenti ed onori, anche se, per motivi di "budget", venne poi scritturata la debuttante Ines Falena, che in seguito non ebbe altri ruoli. In generale, tutta l'attività produttiva della "Suprema", fu caratterizzata dalla scarsità di mezzi e dalla difficoltà di operare in un ambiente disagevole come quello africano.

Ines Falena e Aristide Garbini

## Accoglienza
Ottenuto nel febbraio 1929 il visto di censura, La sperduta di Allah uscì nella seconda metà del 1929, e fu uno degli ultimi film muti italiani a circolare. Come di tutte le pellicole di quegli anni, anche di questa non si hanno dati relativi all'esito commerciale. I commenti favorevoli del tempo si divisero tra coloro che ritennero La sperduta di Allah più riuscito di Kif Tebbi e ottimi sia il regista che gli interpreti, pur avanzando dubbi sulla "moralità" della vicenda, e quanti, al contrario, accolsero positivamente la pellicola soltanto perché si trattava di una produzione italiana: «L'indulgere è di rigore: non si può pretendere dai nostri produttori, privi di tutto o quasi, ciò che è lecito aspettarsi dagli stranieri». E, sotto questo aspetto vi fu anche chi esortò apertamente il pubblico a recarsi a vederlo in quanto «schietta produzione italiana.»
Ma contro questo approccio critico si schierò invece chi riteneva che «al pittore Guazzoni mancano le doti necessarie al buon messinscena cinematografico {per cui} durante le scene più intensamente drammatiche il pubblico se la spassava come ad una comica di Harold Lloyd. Prima che il film venisse proiettato, sui giornali della Capitale apparve una filippica contro i proprietari di sale che si erano rifiutati di proiettare un film della "rinascita"! No! la Sperduta di Allah è un aborto, un pessimo, sciocco, oleografico film, questa è la verità. Perché pretendere che si inganni il pubblico ed i proprietari di sale?».
Nei commenti successivi, i 2 film della "Suprema" sono accomunati da una visione che presenta gli arabi "buoni", amici degli italiani portatori di pace e civiltà, ma bisognosi di essere "controllati" e guidati contro quelli "cattivi" i quali tramano contro il progresso. E questa regie di Guazzoni, considerate minori nell'ambito della sua filmografia, sono state giudicate come esempio della produzione coloniale italiana, iniziata già al tempo della conquista italiana della Libia, per quanto si tenda a riconoscere che una analoga impostazione di tipo esotico e colonialista fosse egualmente presente nella coeva cinematografia francese, britannica o anche americana.
Entrambe le pellicole "libiche" prodotte nel 1929 dalla "Suprema" sono attualmente irreperibili; La sperduta di Allah è quindi considerato un film perduto.